# Zengidzi

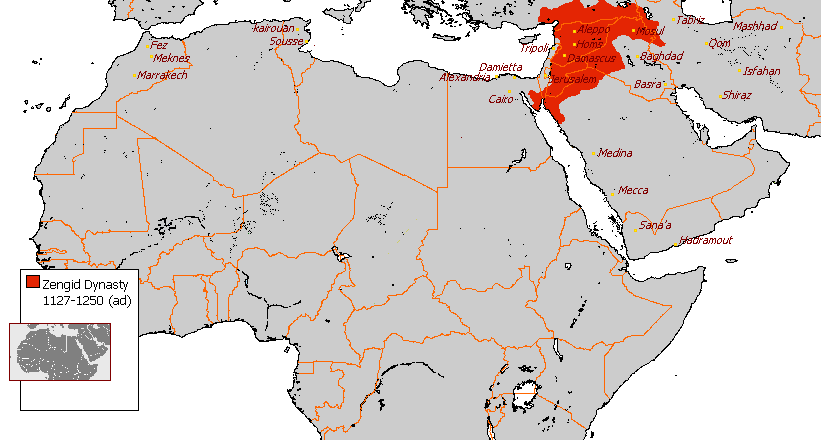
Największy zasięg dynastii Zengidów

Zengidzi, Zankidzi, arab. زنكيون (transkr. Zangiyūn) – dynastia pochodzenia tureckiego władająca północnym Irakiem i Syrią w latach 1127 - ok. 1220, założona przez Imada ad-Dina Zengię, atabega Mosulu i Aleppo. Po jego śmierci w 1146 roku państwo zostało podzielone między jego dwóch synów: Sajf ad-Din otrzymał Mosul, Nur ad-Din – Aleppo. Inna linia Zengidów opanowała ok. 1170 roku Sindżar. Zengidzi zasłynęli jako opiekunowie sztuki i rzemiosła, a panowanie Nur ad-Dina było okresem rozkwitu gospodarczego i kulturalnego Syrii.

## Atabegowie i emirowie Mosulu
- Imad ad-Din Zengi 1127-1146
- Sajf ad-Din Ghazi I 1146-1149
- Qutb ad-Din Mawdud 1149-1170
- Sajf ad-Din Ghazi II 1170-1180
- Izz ad-Din Mas'ud 1180-1193
- Nur ad-Din Arslan Shah I 1193-1211
- Izz ad-Din Mas'ud II 1211-1218
- Nur ad-Din Arslan Shah II 1218-1219
- Nasir ad-Din Mahmud 1219-1234

## Atabegowie i emirowie Aleppo
- Imad ad-Din Zengi 1128-1146
- Nur ad-Din Mahmud 1146-1174
- As-Salih Ismail al-Malik 1174-1181
- Imad ad-Din Zengi II 1181-1183

## Emirowie Damaszku
- Nur ad-Din Mahmud 1154-1174
- As-Salih Ismail al-Malik 1174

## Emirowie Sindżaru
- Imad ad-Din Zengi II 1171-1197
- Qutb ad-Din Muhammad 1197-1219
- Imad ad-Din Szahanszah 1219-1220
- Dżalal ad-Din Mahmud 1219-1220
- Fath ad-Din Umar 1219-1220